# Alfons Baumgärtner
Alfons Baumgärtner (* 9. Mai 1904 in Treherz, Aitrach, Oberamt Leutkirch, Württemberg; † 4. September 1976 nahe Salzburg) war ein deutscher katholischer Geistlicher.

## Leben
Baumgärtner kam als Sohn des Kaspar Baumgärtner und der Josephine Baumgärtner, geb. Lanz, in Treherz im Westallgäu zur Welt. Nach dem Studium der Theologie und dem Besuch des Priesterseminars empfing er 1928 seine Weihe zum Priester. Nach kurzer Tätigkeit als Seelsorger trat er 1930 in den Dienst der Caritas. Von 1939 an war er Direktor des Caritasverbandes der Diözese Rottenburg mit Sitz in Stuttgart. Von 1951 bis zu seinem Tod war Baumgärtner Vorsitzender des Verwaltungsrats des Instituts für Auslandsbeziehungen e. V. (ifa).
Er war Mitglied der Deutschen Liga der Freien Wohlfahrtspflege, des Landesausschusses für Hooverspeisung und dem zur Verteilung ausländischer Liebesgaben.
1946 wurde er zum Päpstlichen Geheimkämmerer ernannt.

## Ehrungen
- 1952: Verdienstkreuz (Steckkreuz) der Bundesrepublik Deutschland
- 1974: Großes Verdienstkreuz der Bundesrepublik Deutschland

## Veröffentlichungen
als Verfasser
- Ave Maria zart. Ein Werkbüchlein. 1932
- Passion und Auferstehung. Ein Werkbüchlein. 1933
- Weihnachten und Dreikönig. Ein Werkbüchlein. 1936

als Herausgeber
- Im Kreislauf des Jahres (seit 1932)
- Führerbücherei für Kinder- und Jugendarbeit (seit 1933)
- Jugendbücherei
- Die Junge Kirche